# Trichacis striata
Trichacis striata är en stekelart som beskrevs av Lubomir Masner 1983. Trichacis striata ingår i släktet Trichacis och familjen gallmyggesteklar. Inga underarter finns listade i Catalogue of Life.